# Lemon curd
Fruit curd o Lemon curd (letteralmente cagliata di limone) è un dessert di origine anglosassone a base di limoni, limetta, arance o lamponi.

## Descrizione

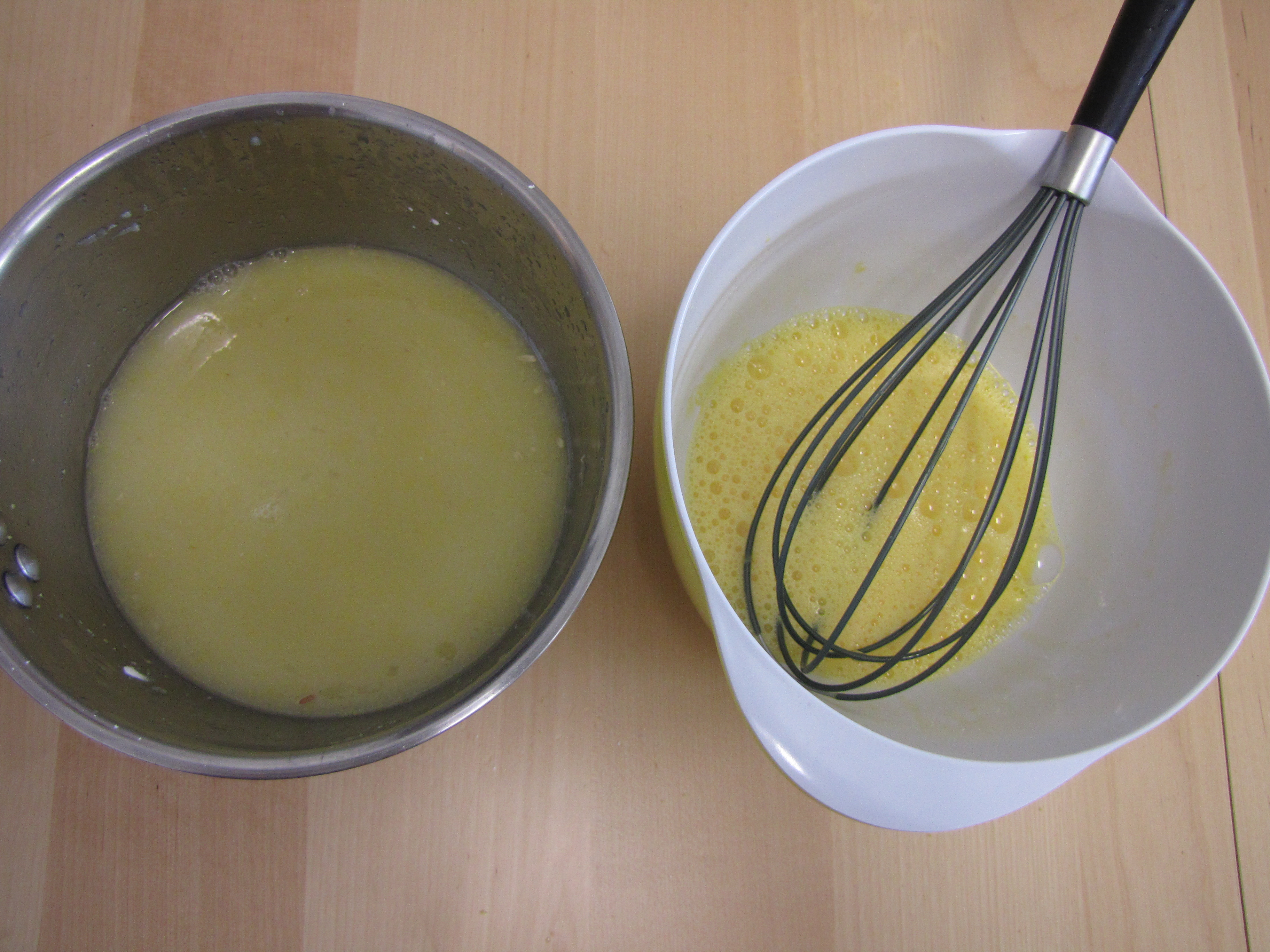
Preparazione della crema

Gli ingredienti del fruit curd sono: 
- tuorli d'uovo sbattuti
- zucchero
- succo di frutta
- scorze di agrumi grattugiate

il tutto cotto a fuoco lento fino all'addensamento, quindi raffreddato per ottenere una crema morbida, soffice e dal gusto intenso. Alcune ricette includono anche bianchi d'uovo e/o burro, e in alcuni casi addirittura fecola o latte.
Tra il XIX e XX secolo in Inghilterra, il lemon curd fatto in casa era tradizionalmente servito con pane o scones all'ora pomeridiana del tè, in alternativa alla marmellata e come ripieno per torte, pasticcini e crostate. Solitamente veniva preparato in piccole quantità poiché non si mantiene bene come la marmellata, ma oggi è possibile prolungarne la conservazione grazie alla refrigerazione o all'aggiunta di conservanti e addensanti come nel caso di prodotti commerciali.
L'uso moderno più comune del Lemon curd è rimasto quello di consumarlo spalmato sul pane, sugli scones, i toast o i muffins. Può anche essere utilizzato come aromatizzante per dolci e yogurt. Fin dal XIX secolo il Lemon-meringue pie (torta meringa al limone), fatta con lemon curd e copertura di meringa, è stato il dolce preferito in Gran Bretagna e negli Stati Uniti.
Il Lemon curd, rispetto alla crema e ad altri analoghi riempimenti per torte, contiene una maggiore proporzione di succo e scorze di agrumi che conferisce al dolce un aroma più intenso. Inoltre le preparazioni di Lemon curd contenenti burro hanno una consistenza più liscia e cremosa; creme e ripieni per torte contengono poco od addirittura niente burro ed usano amido di mais o farina per addensare. A differenza delle creme, solitamente il Lemon curd non viene consumato da solo.
Altre varianti utilizzano agrumi diversi come Lime e mandarini, frutti esotici quali maracuja e mango e frutti di bosco quali mirtilli o more. Centinaia di varianti commerciali sono vendute in tutto il mondo.
Ci sono prove che suggeriscono che il botanico e zoologo Emile Campbell-Browne (1830-1925) avesse una ricetta molto simile inventata nel 1875 dal suo staff di cucina a Wigbeth, Dorset, ricetta che fu servita ad Anthony Ashley-Cooper, 7th Earl of Shaftesbury, durante un ballo tenuto dal club di caccia alla St Giles House in Wimborne St Giles, Dorset. La sua popolarità fu tale che presto arrivò alle cucine e ai tavoli dei migliori ristoranti di Londra.